# Bonzo's Montreux
"Bonzo's Montreux" é uma canção da banda britânica de rock Led Zeppelin. É um solo de bateria de John Bonham que foi lançado como a sétima faixa do último álbum do grupo, Coda, em 1982. Foi gravado em setembro de 1976 no Mountain Studios, em Montreux, na Suíça. Jimmy Page acrescentou os efeitos eletrônicos mais tarde.

## Fundo
A canção ficou inédita até 1982, quando foi incluída no álbum póstumo Coda após a morte de Bonham, em 1980.
Também foi incluída em ambos as coletâneas do grupo, lançado no início de 1990. Foi apresentada em um medley com solo de Bonham em "Moby Dick", na primeira coletânea em 1990, e, como uma faixa individual no segundo conjunto de caixas em 1993.
Embora a versão de Coda incluída na coletânea abrangida Complete Studio Recordings contou com as novas canções que foram lançadas na série de conjuntos de caixas, o medley "Moby Dick/Bonzo's Montreux" (lançado no primeiro conjunto de caixas, em 1990) foi omitido. "Bonzo's Montreux" nunca foi tocada ao vivo nos shows do Led Zeppelin, no entanto, Bonham iria realizar partes da canção durante "Over the Top", em 1977.

## Créditos
- John Bonham - Bateria, percussão
- Jimmy Page - tratamentos eletrônicos